# Военно-морские силы Ирана
Военно-морские силы Исламской Республики Иран (перс.  نیروی دریایی ارتش جمهوری اسلامی ایران‎; англ. Islamic Republic of Iran Navy) — вид Вооружённых сил Ирана. В их состав включены также силы морской пехоты.

## История
В мае 2020 года иранский фрегат «Джамаран»  во время ракетных стрельб попал в своё же военно-транспортное судно «Конарек» (Konarak) в ходе учений в Оманском заливе; сообщается о 40 погибших (позднее представители ВМС Ирана официально сообщили о гибели 19 человек и ранении ещё 15).

## Современное состояние
Основные задачи ВМС:
- ведение военных действий против корабельных группировок и авиации противника с целью завоевания господства в акватории Персидского и Оманского заливов;
- осуществление охраны территориальных вод и морского побережья Ирана, в том числе важных административно-политических центров на юге страны, экономических районов, нефтепромыслов, военно-морских баз, портов и островов;
- обеспечение защиты прибрежных морских коммуникаций и нарушение морских коммуникаций противника на Каспии, в Персидском и Оманском заливах;
- контроль за Ормузским проливом;
- оказание непосредственной поддержки сухопутным войскам и ВВС в ходе операций на морских направлениях, проведение морских десантных операций, борьба с морскими десантами противника, ведение непрерывной разведки на море.

### Организационная структура
Организационно ВМС Ирана состоят из штаба, четырёх командований, четырёх военно-морских районов (BMP). Этот вид включает в себя надводные и подводные силы, авиацию ВМС, морскую пехоту, части противокорабельных ракет, береговую охрану, береговые службы и службы тыла.

### Командная структура
Командующий ВМС: контр-адмирал Шахрам Ирани (с 2021 года)

Заместитель командующего: контр-адмирал Голям-Реза Кадем
- 1-й ВМР: командующий - контр-адмирал Фариборз Кадерпанах
- 2-й ВМР: командующий -
- 3-й ВМР: командующий -
- 4-й ВМР: командующий - контр-адмирал Сейед Махмуд Мусави

## Техника и вооружение

### Военно-морские базы
- Базы ВМС в Персидском заливе:
  - Бендер-Аббас (главная, штаб ВМС)
  - Бушир
  - Хорремшехр
  - Чабахар
  - Бендер-Ленге
  - Джаск[4]
- Базы ВМС на островах:
  - Харк
  - Фарси
- Базы ВМС в Каспийском море:
  - Бендер-Мехшехр
  - Бендер-Энзели
  - Бендер-Пахлави (учебная)

В феврале 2009 года командующий иранскими ВМС контр-адмирал Хабиболла Сайяри заявил, что военно-морской флот Ирана к 2015 году получит новые базы в Оманском заливе. По его словам, строительство объектов уже ведется.

### Состав флота
На сегодняшний день корабельный состав ВМС Ирана выглядит следующим образом:
| Тип                                 | Производитель                      | Название        | Номер           | Изображение     | Примечания |
| Подводные лодки                     | Подводные лодки                    | Подводные лодки | Подводные лодки | Подводные лодки | Подводные лодки |
| ----------------------------------- | ---------------------------------- | --------------- | --------------- | --------------- | --- |
| ДЭПЛ проекта 877ЭКМ                 | Флаг России                        | Tareq           | 901             |                 | Поступила в 1992, отремонтирована в 2012 году. |
| ДЭПЛ проекта 877ЭКМ                 | Флаг России                        | Noor            | 902             |                 | На вооружении с 1993 |
| ДЭПЛ проекта 877ЭКМ                 | Флаг России                        | Yunes           | 903             |                 | На вооружении с 1997 |
| Подводные лодки типа «Гадир»        | Флаг Ирана                         | Ghadir 942      | 942             |                 | Головная мини-подлодка. На вооружении с 2007 года. Водоизмещение — 120 т, длина — 29 м, ширина — 3 м, высота — 2,5 м, скорость — 11 узлов, экипаж — 18 человек, 2 ТА для торпед и мин |
| Подводные лодки типа «Гадир»        | Флаг Ирана                         | Ghadir 943      | 943             |                 | |
| Подводные лодки типа «Гадир»        | Флаг Ирана                         | Ghadir 944      | 944             |                 | |
| Подводные лодки типа «Гадир»        | Флаг Ирана                         | Ghadir 945      | 945             |                 | |
| Подводные лодки типа «Гадир»        | Флаг Ирана                         | Ghadir 946      | 946             |                 | |
| Подводные лодки типа «Гадир»        | Флаг Ирана                         | Ghadir 947      | 947             |                 | |
| Подводные лодки типа «Гадир»        | Флаг Ирана                         | Ghadir 948      | 948             |                 | |
| Подводные лодки типа «Гадир»        | Флаг Ирана                         | Ghadir 949      | 949             |                 | |
| Подводные лодки типа «Гадир»        | Флаг Ирана                         | Ghadir 950      | 950             |                 | |
| Подводные лодки типа «Гадир»        | Флаг Ирана                         | Ghadir 951      | 951             |                 | |
| Подводные лодки типа «Гадир»        | Флаг Ирана                         | Ghadir 952      | 952             |                 | |
| Подводные лодки типа «Гадир»        | Флаг Ирана                         | Ghadir 953      | 953             |                 | |
| Подводные лодки типа «Гадир»        | Флаг Ирана                         | Ghadir 954      | 954             |                 | |
| Подводные лодки типа «Гадир»        | Флаг Ирана                         | Ghadir 955      | 955             |                 | |
| Подводные лодки типа «Гадир»        | Флаг Ирана                         | Ghadir 956      | 956             |                 | |
| Подводные лодки типа «Гадир»        | Флаг Ирана                         | Ghadir 957      | 957             |                 | |
| Подводные лодки типа «Гадир»        | Флаг Ирана                         | Ghadir 958      | 958             |                 | |
| Подводные лодки типа «Гадир»        | Флаг Ирана                         | Ghadir 959      | 959             |                 | |
| Подводные лодки типа «Гадир»        | Флаг Ирана                         | Ghadir 960      | 960             |                 | Вступила в строй в феврале 2012 |
| Подводные лодки проекта Al-Sabehat  | Флаг Ирана                         | Al-Sabehat      |                 |                 | Мини подлодка |
| Подводные лодки проекта Qaaem       | Флаг Ирана                         | Qaaem           |                 |                 | Строится |
| Подводные лодки проекта Fateh       | Флаг Ирана                         | Fateh           |                 |                 | Головная вступила в строй 17 февраля 2019 г. Ещё 3 в постройке. |
| Подводные лодки проекта Nahang      | Флаг Ирана                         | Nahang          |                 |                 | с 2006 |
| Подводные лодки проекта Nahang      | Флаг Ирана                         | Nahang          |                 |                 | с 2006 |
| Подводные лодки проекта Yugo        | Флаг КНДР                          |                 |                 |                 | Переданы за долги |
| Подводные лодки проекта Yugo        | Флаг КНДР                          |                 |                 |                 | |
| Подводные лодки проекта Yugo        | Флаг КНДР                          |                 |                 |                 | |
| Подводные лодки проекта Yugo        | Флаг КНДР                          |                 |                 |                 | |
| Фрегаты                             |                                    |                 |                 |                 | |
| Эсминцы типа Damavand               | Флаг Великобритании                | Damavand        | D5              |                 | Бывший корабль Великобритании, не активен |
| Эсминцы типа Babr                   | Флаг Великобритании                | Babr            | D7              |                 | Бывший корабль Великобритании, не активен |
| Эсминцы типа Babr                   | Флаг Великобритании                | Palang          | D9              |                 | Бывший корабль Великобритании, не активен |
| Корветы 1 ранга                     |                                    |                 |                 |                 | |
| Фрегаты типа «Алванд»               | Флаг Ирана                         | Alvand          | 71              |                 | с ПКР YJ-82 |
| Фрегаты типа «Алванд»               | Флаг Ирана                         | Alborz          | 72              |                 | с ПКР YJ-82 |
| Фрегаты типа «Алванд»               | Флаг Ирана                         | Sabalan         | 73              |                 | с ПКР YJ-82 |
| Эсминцы УРО типа «Moudge»           | Флаг Ирана                         | Jamaran         | 76              |                 | На вооружении с 2010, с ПКР YJ-82 |
| Эсминцы УРО типа «Moudge»           | Флаг Ирана                         | Damavand        | 77              |                 | Заложен в 2006, введен в строй в марте 2015 года, с ПКР YJ-82 |
| Эсминцы УРО типа «Moudge»           | Флаг Ирана                         | Deylaman        | 78              |                 | Заложен в 2007, введен в строй 23 декабря 2023 года, с ПКР YJ-82 |
| Эсминцы УРО типа «Moudge»           | Флаг Ирана                         | Velayat         |                 |                 | Заложен в 2007, готовится к спуску |
| Корветы 2 ранга                     |                                    |                 |                 |                 | |
| Корветы типа Bayandor               | Флаг Ирана                         | Bayandor        | 81              |                 | с ПКР YJ-82 |
| Корветы типа Bayandor               | Флаг Ирана                         | Admiral Naghdi  | 82              |                 | с ПКР YJ-82 |
| Корветы типа Hamzeh                 | Флаг Ирана                         | Hamzeh          | 802             |                 | Построен в 1960-х, с ПКР YJ-82 |
| Ракетные катера                     |                                    |                 |                 |                 | |
| Ракетные катера типа Houdong        | Флаг Китайской Народной Республики | Fath            | P313-1          |                 | Построены в 1994-1996, с ПКР YJ-82 |
| Ракетные катера типа Houdong        | Флаг Китайской Народной Республики | Nasr            | P313-2          |                 | |
| Ракетные катера типа Houdong        | Флаг Китайской Народной Республики | Saf             | P313-3          |                 | |
| Ракетные катера типа Houdong        | Флаг Китайской Народной Республики | Ra'ad           | P313-4          |                 | |
| Ракетные катера типа Houdong        | Флаг Китайской Народной Республики | Fajr            | P313-5          |                 | |
| Ракетные катера типа Houdong        | Флаг Китайской Народной Республики | Shams           | P313-6          |                 | |
| Ракетные катера типа Houdong        | Флаг Китайской Народной Республики | Me'raj          | P313-7          |                 | |
| Ракетные катера типа Houdong        | Флаг Китайской Народной Республики | Falaq           | P313-8          |                 | |
| Ракетные катера типа Houdong        | Флаг Китайской Народной Республики | Hadid           | P313-9          |                 | |
| Ракетные катера типа Houdong        | Флаг Китайской Народной Республики | Qadir           | P313-10         |                 | |
| Ракетные катера типа Kaman          | Флаг Германии                      | Kaman           | P221            |                 | Построены в 1977-1981 |
| Ракетные катера типа Kaman          | Флаг Германии                      | Xoubin          | P222            |                 | |
| Ракетные катера типа Kaman          | Флаг Германии                      | Khadang         | P223            |                 | |
| Ракетные катера типа Kaman          | Флаг Германии                      | Falakhon        | P226            |                 | |
| Ракетные катера типа Kaman          | Флаг Германии                      | Shamshir        | P227            |                 | |
| Ракетные катера типа Kaman          | Флаг Германии                      | Gorz            | P228            |                 | |
| Ракетные катера типа Kaman          | Флаг Германии                      | Gardouneh       | P229            |                 | |
| Ракетные катера типа Kaman          | Флаг Германии                      | Khanjar         | P230            |                 | |
| Ракетные катера типа Kaman          | Флаг Германии                      | Neyzeh          | P231            |                 | |
| Ракетные катера типа Kaman          | Флаг Германии                      | Tabarzin        | P232            |                 | |
| Ракетные катера типа Sina           | Флаг Ирана                         | Paykan          | P224            |                 | Построены с 2003 года,с 4xПКР YJ-82 |
| Ракетные катера типа Sina           | Флаг Ирана                         | Joshan          | P225            |                 | 2006 |
| Ракетные катера типа Sina           | Флаг Ирана                         | Derafsh         | P233            |                 | 2008 |
| Ракетные катера типа Sina           | Флаг Ирана                         | Kalat           | P234            |                 | 2008 |
| Малые сторожевые катера типа Parvin | Флаг США                           | Parvin          | 211             |                 | |
| Малые сторожевые катера типа Parvin | Флаг США                           | Bahram          | 212             |                 | |
| Малые сторожевые катера типа Parvin | Флаг США                           | Nahid           | 213             |                 | |

В декабре 2009 года Разведывательное управление ВМС США опубликовало доклад «ВМС Ирана: от партизанской войны к современной военно-морской стратегии», в котором впервые официально заявило, что Иран приобрёл у КНДР небольшое количество полупогружных подводных лодок классов Kajami (Taedong-B) и Gahjae (Taedong-C).
- десантные корабли
  - танкодесантные корабли типа Hengam
    - 51 Hengam
    - 52 Larak
    - 53 Lavan
    - 54 Tonb

  - десантные корабли типа Iran Ajr
    - Iran Ajr
    - Iran Ghadr

  - десантные корабли типа Iran Hormuz-24
  - малые десантные корабли типа Iran Hormuz-21
  - малые десантные корабли типа Chavoush
    - 102 Chavoush
    - 103 Chalak

  - малые десантные корабли типа Fouque (MIG-S-3700)
  - катера на воздушной подушке типа Wellington (BH-7)
  - катера на воздушной подушке типа Юнис-6[10]
- минно-тральные корабли
  - морской тральщик типа Riazi
    - 312 Riazi
- вспомогательные суда
  - 1 танкер (судно снабжения) типа Kharg
  - 2 танкера (судно снабжения) типа Bandar Abbas
  - 2 танкера типа Kangan
  - 7 судов снабжения типа Delvar
  - 12 (13 по др. источнику) вспомогательных судов типа Ваkhtaran (Hendijan, MIG-S-4700)
  - 10 судов типа Damen 1550

### Перспективы развития
2009 год — в сентябре при участии министра обороны Ирана Ахмада Вахиди, командующего военно-морскими силами (ВМС) Хабиболлы Сайяри и других официальных лиц был спущен на воду новый ракетный фрегат типа «Sina». Как указывали иранские военные, на нём были установлены более ста образцов военной техники — ракет с радарами, артиллерии и систем связи, а также что судно может противостоять высоким волнам. Однако ещё в 2002 году тогдашний командующий ВМС Ирана контр-адмирал Аббас Мохтадж упоминал под тем же названием разработанный Ираном ракетный катер «Сина-1» и упоминал о том, что в стадии разработки находятся катера «Сина-2» и «Сина-3».
По заявлению командующего морскими силами адмирала Хабиболлы Сайяри, в ноябре 2009 года, ко Дню военно-морских сил Ирана, на воду будут спущены два корабля с ракетным вооружением «Калат» и «Дерафш», а также легкая подводная лодка.
В ноябре 2009 года командование ВМС Ирана заявило о строительстве «современнейшего многоцелевого боевого корабля». Класс корабля и его характеристики не назывались, но по словам представителя ВМФ, новый корабль «расширит государственные „возможности сдерживания“, а благодаря большому водоизмещению он сможет действовать вдали от берегов». 
17 февраля 2019 введена в строй более совершенная дизель-электрическая подводная лодка собственной разработки типа «Фатех» (старое название Qaem), которая, по официальным данным, имеет длину 48 м, водоизмещение около 600 т, глубину погружения 250 м, автономность 35 суток и оснащена четырьмя 533-мм торпедными аппаратами. За основу конструкции ДЭПЛ «Фатех» взяты западногерманские подводные лодки типа 206 1970-х годов. Ещё три ДЭПЛ того же проекта находятся в постройке; всего же заявлено о постройке серии из 10 таких подводных лодок.
В 2015 году заложены две ещё более крупные подводные лодки типа «Бесат», имеющие длину около 60 м, водоизмещение свыше 1300 т и глубину погружения 300 м.
1 декабря 2018 года спущен на воду новейший эсминец (по классификации НАТО, корвет) «Саханд», ставший первым боевым кораблём Ирана, построенным без помощи других государств.
В феврале 2025 года в состав ВМС Ирана был принят крупный авианесущий корабль IRIS Shahid Bagheri, вооружённый БПЛА.

## Участие в вооружённых конфликтах

### Ирано-иракская война
В первый месяц войны в сентябре 1980 произошло лишь несколько столкновений, в основном с иракскими ракетными катерами «Оса». В этих столкновениях ВМС Ирана потеряло 3 катера и корабля и 1 вертолёт, Ирак потерял одну повреждённую и отремонтированную потом «Осу». 
С 28 по 30 ноября 1980 произошёл крупный морской бой с иракскими ВМС. В ходе боя было потоплено 5 боевых кораблей ВМС Ирана.

### Борьба с сомалийскими пиратами
Корабли иранских ВМС ведут патрулирование вод Аденского залива с ноября 2008 года, когда сомалийские пираты у побережья Йемена захватили иранское грузовое судно «Delight». В настоящее время, несмотря на то, что многие страны мира объединились в коалицию под командованием США в Аденском заливе, корабли ВМС армии ИРИ несут боевое дежурство в этом заливе самостоятельно, опираясь исключительно на свои силы.
- май 2009 — в Аденский залив с целью защиты иранских торговых судов и нефтяных танкеров от атак сомалийских пиратов были направлены два иранских военных корабля сроком на пять месяцев. В конце июня им удалось предотвратить захват иранского нефтяного танкера «Hadi»[22].
- июль 2009 — Иран направил ещё два своих боевых корабля в Аденский залив для защиты судоходства.
- сентябрь 2009 — кораблям ВМС Ирана удалось отбить у берегов Сомали атаку пиратов, которые пытались захватить три иранских торговых судна[23].
- январь 2010 — 5-я оперативная группа боевых кораблей ВМС армии ИРИ в составе двух эсминцев — «Лаван» и «Чиру» — отправилась из Бендер-Аббаса в Аденский залив.